# Thomas Brown (cầu thủ bóng đá)
Thomas Brown là một cầu thủ bóng đá người Anh thi đấu ở vị trí tiền đạo tầm xa cho Sunderland.